# Escuque
Escuque is een gemeente in de Venezolaanse staat Trujillo. De gemeente telt 31.900 inwoners. De hoofdplaats is Escuque.